# Roger Barton (cầu thủ bóng đá)
David Roger Barton (25 tháng 9 năm 1946 – 4 tháng 11 năm 2013), hay Roger Barton, là một cầu thủ bóng đá người Anh có 83 lần ra sân ở Football League thi đấu cho Lincoln City và Barnsley. Ông đại diện Anh ở cấp độ U-18. Ông bắt đầu sự nghiệp chuyên nghiệp với Wolverhampton Wanderers, nhưng rời câu lạc bộ trước khi xuất hiện ở giải vô địch, và sau khi rời Barnsley ông thi đấu tại Southern League cho Worcester City. Ông thi đấu ở vị trí tiền vệ chạy cánh.